# 圣弥额尔教堂 (布尔诺)
圣弥额尔教堂（捷克語：Kostel svatého Michala）位于捷克布尔诺中心区的多明我会广场（Dominikánské náměstí），毗邻新市政厅（Nové radnice）。它创建于13世纪，在1645年布尔诺围城战期间被瑞典军队摧毁。目前的巴洛克外观形成于17世纪下半叶（1658年-1679年），建筑师是当地的埃尔纳（Jan Křtitel Erna）。
教堂只在每天18.30礼拜时向公众开放。每月的第2和第4个周日早上举行罗马弥撒。